# Lithium (singel Nirvany)
Lithium – trzeci singel zespołu Nirvana, pochodzący z albumu Nevermind. Nie nakręcono do niego teledysku w postaci filmu, tylko kompilację różnych koncertów Nirvany.

## Lista utworów
1. „Lithium” – 4:16
2. „Been a Son” (Live at Paramount Theatre (Seattle, Washington) 1991.10.31) – 2:14
3. „Curmudgeon” – 2:58

## Miejsca na listach przebojów
| Lista przebojów (1992)              | Pozycja |
| ----------------------------------- | ------- |
| Official Finland Singles Charts     | 3       |
| Official Irish Singles Charts       | 5       |
| Polish Airplay Charts               | 9       |
| Slovakian Airplay Charts            | 10      |
| Official UK Singles Charts          | 11      |
| Official Spanish Singles Charts     | 13      |
| Official Italian Singles Charts     | 16      |
| Official Dutch Singles Charts       | 16      |
| Mainstream Rock Tracks (US)         | 16      |
| Finland Mitä hittiä Charts          | 18      |
| Modern Rock Tracks (US)             | 25      |
| Official New Zealand Singles Charts | 28      |
| Official Belgium Singles Charts     | 28      |
| Official Australian Singles Charts  | 53      |
| French Airplay Charts               | 60      |
| The Billboard Hot 100 (US)          | 64      |

## Wyróżnienia
- Magazyn NME umieścił "Lithium" na #5 miejscu wśród 20 najlepszych utworów Nirvany "(Top 20 Nirvana Songs)" (2004)
- Magazyn Q umieścił "Lithium" na #8 miejscu wśród 10 najlepszych utworów Nirvany "(10 Greatest Nirvana Songs Ever)" (2004).
- Magazyn Kerrang! umieścił "Lithium" #20 w rankingu "100 Greatest Rock Tracks Ever" i na #42 w rankingu "100 Greatest Singles of All Time".